# Rhynchostylis hirsutus
Rhynchostylis hirsutus är en flockblommig växtart som beskrevs av Ignaz Friedrich Tausch. Rhynchostylis hirsutus ingår i släktet Rhynchostylis och familjen flockblommiga växter. Inga underarter finns listade i Catalogue of Life.